# Мурань (округ Ревуця)
Мурань (словац. Muráň) — село, громада в окрузі Ревуца, Банськобистрицький край, Словаччина. Населення — 1229 чол. (на 31 грудня 2017 р.). 
Вперше згадується в 1321 році.

## Населення
| Рік:            | 1994. | 2004.   | 2014.   | 2024.   |
| --------------- | ----- | ------- | ------- | ------- |
| Кількість осіб: | 1284  | 1258    | 1237    | 1167    |
| Різниця:        |       | -2,02 % | -1,66 % | -5,65 % |

| Рік:            | 2023. | 2024.   |
| --------------- | ----- | ------- |
| Кількість осіб: | 1175  | 1167    |
| Різниця:        |       | -0,68 % |